# Vršac (gora)
Vršac, tudi Vodnikov Vršac ali Vršac nad Zadnjico (2194 mnm) je gora v Julijskih Alpah. Vzpenja se nad zahodnim zatrepom Zadnjice oziroma severno od Zasavske koče na Prehodavcih. Najlažji pristop na goro je s sedla med Kanjavcem in Vršacem. Vršac je leta 1806 na bakrorezu, ki je izšel z zbirko Pesme za pokušino pesnika Valentina Vodnika, upodobil avstrijski risar Vincenc Dorfmeister.